# 1917년 간첩법
1917년 간첩법(영어: Espionage Act of 1917)은 미국이 제1차 세계 대전에 참전한 직후인 1917년 6월 15일 제정된 미국 연방법이다. 이 법은 수년에 걸쳐 여러 차례 개정되었다. 원래 미국 법전 제50편(전쟁 및 국방)에 포함되어 있었으나, 현재는 제18편(범죄 및 형사 절차) 18 U.S.C. ch. 37 (18 U.S.C. § 792 이하)에 포함되어 있다.
이 법은 군사작전이나 징집을 방해하는 행위를 금지하고, 군대 내의 불복종을 막고, 전시 중 미국의 적을 지원하는 것을 방지하기 위해 제정되었다. 1919년, 미국 연방 대법원은 셴크 대 미국 사건을 통해 이 법이 유죄 판결을 받은 사람들의 표현의 자유를 침해하지 않는다고 만장일치로 판결했다. 이 법의 합헌성, 표현의 자유와의 관계, 그리고 법률 용어의 의미는 그 이후로도 법정에서 계속 논란이 되어 왔다.
이 법에 따라 기소된 사람들 중에는 오스트리아계 미국인 사회주의자 의원이자 신문 편집자인 빅터 L. 버거, 노동 운동가이자 미국 사회당의 5선 후보였던 유진 데브스, 아나키스트인 엠마 골드만과 알렉산더 버크먼, 전 워치타워성서책자협회 회장이었던 조셉 프랭클린 러더퍼드(그의 유죄 판결은 항소심에서 뒤집혔다)
공산주의자인 로젠버그 부부, 펜타곤 문서 내부고발자 대니얼 엘즈버그, 케이블게이트 내부고발자 첼시 매닝, 위키리크스 설립자 줄리언 어산지, 미국 국방정보국 직원 헨리 카일 프레세, 그리고 미국 국가안보국 (NSA) 계약직 내부고발자 에드워드 스노든이 있었다. 가장 논란이 많았던 개정안인 1918년 선동법은 1920년 12월 13일에 폐지되었지만, 원래 간첩법은 그대로 유지되었다. 1921년부터 1923년 사이에 워런 G. 하딩과 캘빈 쿨리지 대통령은 선동법과 간첩법으로 유죄 판결을 받은 모든 사람들을 석방했다.

## 제정
1917년 간첩법은 적성국교역법과 함께 미국이 1917년 4월 제1차 세계 대전에 참전한 직후 통과되었다. 이 법은 1911년 국방비밀법에 기반을 두고 있었으며, 특히 "국방"과 관련된 정보를 "권한이 없는" 사람에게 얻거나 전달하는 개념에 중점을 두었다. 간첩법은 1911년 법보다 사형을 포함하여 훨씬 더 엄격한 처벌을 부과했다.
우드로 윌슨 대통령은 1915년 12월 7일 국정연설에서 의회에 이 법안을 요청했다. 의회는 천천히 움직였다. 미국이 독일과의 외교 관계를 단절한 후에도 상원이 1917년 2월 20일 이 법안의 버전을 통과시켰지만, 하원은 당시 의회 회기가 끝나기 전에 투표하지 않았다. 1917년 4월 선전포고 후, 양원은 언론 검열을 포함한 윌슨 행정부 초안의 버전을 논의했다. 이 조항은 비판자들로부터 "사전검열" 시스템을 확립하고 대통령에게 무제한 권한을 위임한다고 비난받으며 반대를 불러일으켰다. 몇 주간의 간헐적인 논쟁 끝에 상원은 검열 조항을 39대 38로 한 표 차이로 삭제했다. 윌슨은 여전히 이 조항이 필요하다고 주장했다: "언론에 대한 검열 권한은 ... 공공 안전에 절대적으로 필요하다"고 말했지만, 1917년 6월 15일 의회가 법안을 통과시킨 후 검열 조항 없이 법에 서명했다.
법무장관 토머스 와트 그레고리는 법안 통과를 지지했지만, 이를 타협안으로 보았다. 대통령의 의회 라이벌들은 친독일 활동(간첩 행위든 어떤 형태의 불충이든) 감시 책임을 미국 법무부에서 미국 전쟁부로 옮기고, 합헌성이 의심스러운 군사재판 형태를 만들 것을 제안하고 있었다. 그 결과로 나온 법은 그들이 원했던 것보다 훨씬 더 공격적이고 제한적이었지만, 전쟁에 반대하는 시민들을 침묵시켰다. 이 법에 대해 열의가 없었던 법무부 관리들은 많은 기소를 생성하지 않더라도, 이 법이 충분히 애국적이지 않다고 생각되는 사람들에 대한 더 많은 정부 조치를 요구하는 대중의 목소리를 잠재우는 데 도움이 되기를 바랐다. 윌슨은 행정부에 언론 검열 권한을 부여하는 법안의 문구를 거부당했지만, 의회는 우체국을 통해 인쇄물 배포를 막는 조항을 포함시켰다.
이 법은 다음과 같은 행위를 범죄로 규정했다.
- 미군의 작전이나 성공을 방해하거나 적의 성공을 조장할 의도로 정보를 전달하는 행위. 이는 사형 또는 30년 이하의 징역, 또는 둘 다로 처벌할 수 있다.
- 미국이 전쟁 중일 때, 미군이나 해군 병력의 작전이나 성공을 방해하거나 적의 성공을 조장할 의도로 허위 보고나 허위 진술을 전달하는 행위, 미군이나 해군 병력 내에서 불복종, 불충, 반란, 직무 거부를 야기하거나 야기하려고 시도하는 행위, 또는 미국의 징집 또는 입대 서비스를 고의로 방해하는 행위. 이는 최대 10,000달러의 벌금 또는 20년 이하의 징역, 또는 둘 다로 처벌할 수 있다.

이 법은 또한 미국 우정청장에게 우정청장이 금지 사항을 위반했다고 판단하는 출판물을 압류하거나 우편 발송을 거부할 권한을 부여했다.
이 법은 또한 미국이 중립인 분쟁에 참여하는 어떤 국가에도 전투 장비를 갖춘 해군 선박을 이전하는 것을 금지한다. 이 법이 통과될 때는 논란의 여지가 없어 보였지만, 나중에 미국이 제2차 세계 대전에 참전하기 전에 프랭클린 D. 루스벨트 행정부가 영국에 군사 지원을 제공하려고 했을 때 법적 걸림돌이 되었다.

### 개정
이 법은 1918년 5월 16일 1918년 선동법으로 확대되었으며, 이는 실제로는 간첩법의 일련의 개정안으로, "미국 정부 형태... 또는 미국 국기, 또는 육군 또는 해군 제복에 대한 불충실하거나 불경하고 상스럽거나 모욕적인 언어"를 포함하여 다양한 형태의 발언을 금지했다.
선동법은 비공식적인 명칭이었기 때문에 간첩법의 조항이든 비공식적으로 선동법으로 알려진 개정안의 조항이든, 간첩법이라는 이름으로 법원 사건이 제기되었다.
1921년 3월 3일 선동법 개정안은 폐지되었지만, 간첩법의 많은 조항은 U.S.C. 제18편 제1부 제37장에 법전화되어 남아 있다.
1933년, 신호 정보 전문가 허버트 야들리가 일본 암호 해독에 관한 인기 있는 책을 출판한 후, 이 법은 외국 암호나 암호로 전송된 모든 정보의 공개를 금지하도록 개정되었다. 이 법은 1940년에 처벌을 강화하기 위해 개정되었고, 1970년에 다시 개정되었다.
1940년대 후반, 미국 법전이 재편성되어 제50편(전쟁)의 대부분이 제18편(범죄)으로 옮겨졌다. 매캐런 국내안보법은 1950년에 18 U.S.C. § 793(e)를 추가하고 같은 해에 18 U.S.C. § 798를 추가했다.
1961년, 하원 의원 리처드 포프는 "미국 관할권 내, 공해상, 미국 내"로 법의 적용을 제한하는 문구(United States Code subsection|18|791)를 여러 시도 끝에 제거하는 데 성공했다. 그는 폴란드에서 협박에 굴복한 혐의로 기소된 국무부 관리 어빈 C. 스카벡 사건으로 인해 이 법이 어디에나 적용되어야 할 필요성이 생겼다고 말했다.

### 제안된 개정안
1989년, 하원 의원 제임스 트래피컨트는 사형 적용을 확대하기 위해 18 U.S.C. § 794를 개정하려고 시도했다. 알렌 스펙터 상원 의원도 같은 해에 사형 사용의 유사한 확대를 제안했다. 1994년, 로버트 도난은 미국 요원의 신원 공개에 대해 사형을 제안했다.

## 역사

### 제1차 세계 대전
이 법의 집행은 대부분 지역 미국 법무부 검사의 재량에 맡겨져 있었기 때문에 집행 방식이 매우 다양했다. 예를 들어, 사회주의자 케이트 리처즈 오헤어는 여러 주에서 동일한 연설을 했지만, 노스다코타주에서 연설을 했다는 이유로 유죄 판결을 받고 5년형을 선고받았다. 대부분의 집행 활동은 세계산업노동자연맹이 활발히 활동하던 서부 주에서 발생했다. 결국, 전쟁이 끝나기 몇 주 전, 미국 법무장관은 미국 법무부 검사들에게 자신의 승인 없이 행동하지 말라고 지시했다.
법 통과 1년 후, 1904년, 1908년, 1912년 사회당 대통령 후보였던 유진 데브스는 "징집을 방해"하는 연설을 했다는 이유로 체포되어 10년형을 선고받았다. 그는 1920년 감옥에서 다시 대통령 선거에 출마했다. 워런 G. 하딩 대통령은 1921년 12월, 그가 약 5년형을 복역했을 때 그의 형량을 감형했다.
미국 대 영화 필름 (1917) 사건에서 연방 법원은 1917년의 정신이라는 영화에 대한 정부의 압류를 지지했는데, 이는 미국 혁명 당시 영국 병사들의 잔혹 행위 묘사가 미국의 전시 동맹국에 대한 지지를 약화시킬 것이라는 이유였다. 독일계 유대인인 제작자 로버트 골드스타인은 이 법 제11조에 따라 기소되어 10년형과 5000달러의 벌금을 선고받았다. 이 형량은 항소심에서 3년으로 감형되었다.

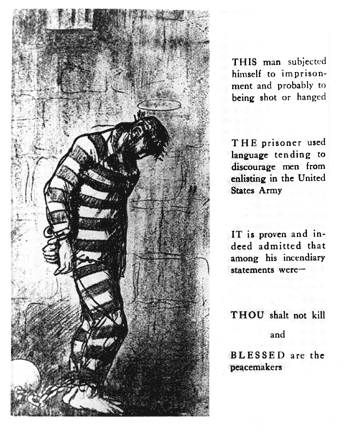
조지 벨로스의 축복받은 평화주의자들, 더 매시스 1917

우정청장 앨버트 S. 벌레슨과 그의 부서는 이 법의 시행에 중요한 역할을 했다. 그는 민주당의 충성파이자 대통령 및 법무장관과 가까웠기 때문에 그 자리를 지켰다. 법무부가 수십 명의 수사관을 보유하고 있을 때, 우정청은 전국적인 네트워크를 갖추고 있었다. 이 법이 시행된 다음 날, 벌레슨은 모든 우정청장에게 "정부가 전쟁을 수행하는 데 방해가 될 수 있는 자료"를 "면밀히 감시"하라는 비밀 메모를 보냈다. 서배너, 탬파의 우정청장들은 남부 포퓰리스트이자 징집, 전쟁, 소수 집단에 반대했던 토머스 E. 왓슨의 기관지인 제퍼소니안의 우편 발송을 거부했다. 왓슨이 우정청장을 상대로 금지 명령을 요청했을 때, 사건을 심리한 연방 판사는 그의 출판물을 "독"이라고 부르며 그의 요청을 기각했다. 정부 검열관들은 "시민의 자유는 죽었다"는 헤드라인에 반대했다. 뉴욕시에서는 우정청장이 사회주의 월간지 더 매시스의 우편 발송을 거부하며 출판물의 "전반적인 분위기"를 이유로 들었다. 더 매시스는 법정에서 더 성공적이었는데, 러니드 핸드 판사는 이 법이 "영어권 자유의 전통"을 위협할 정도로 모호하게 적용되었다고 판단했다. 편집자들은 징집 방해 혐의로 기소되었고, 출판물은 다시 우편 접근이 거부되자 문을 닫았다. 결국, 벌레슨의 강력한 집행은 행정부 지지자들을 표적으로 삼으면서 지나쳤다. 대통령은 그에게 "최대한의 주의"를 기울일 것을 경고했고, 이 분쟁은 그들의 정치적 우정의 종말을 고했다.
1918년 5월, 간첩법에 따라 워치타워성서책자협회 회장 조셉 프랭클린 러더퍼드와 워치타워 이사 및 임원 7명에 대해 선동 혐의가 제기되었는데, 이는 1년 전 발행된 협회 서적 "완성된 미스터리"에 실린 내용 때문이었다. 레이 H. 에이브럼스의 책 "설교자들이 무기를 들다"에 따르면, 특히 문제가 된 구절(247쪽)은 다음과 같다: "신약성경 어디에도 애국심(다른 민족에 대한 편협한 증오)은 장려되지 않는다. 모든 형태의 살인은 언제나 금지된다. 그러나 애국심을 가장하여 지상의 민간 정부는 평화를 사랑하는 사람들에게 자신과 사랑하는 사람들을 희생시키고 동료들을 학살하도록 요구하며, 이를 하늘의 법이 요구하는 의무로 환영한다." 워치타워 협회 임원들은 미국이 전쟁 중일 때 미군 내에서 불복종, 불충, 직무 거부를 야기하고 징집 및 입대 서비스를 방해하려 한 혐의로 기소되었다. 이 책은 1918년 2월부터 위니펙 신문이 "선동적이고 반전적인 발언"이라고 묘사한 내용 때문에 캐나다에서 금지되었으며, 그레고리 법무장관은 위험한 선전물로 묘사했다. 6월 21일, 러더퍼드를 포함한 이사 7명은 각각 4개 혐의에 대해 최대 20년형을 선고받았으며, 형량은 동시 집행되었다. 그들은 애틀랜타 연방 교도소에서 9개월을 복역한 후 루이스 브랜다이스 대법관의 명령으로 보석으로 석방되었다. 1919년 4월, 항소 법원은 그들이 "받을 자격이 있는 온건하고 공정한 재판"을 받지 못했다고 판결하며 유죄 판결을 뒤집었다. 1920년 5월, 정부는 모든 혐의가 취하되었음을 발표했다.

### 적색공포, 팔머 습격, 대규모 체포, 추방

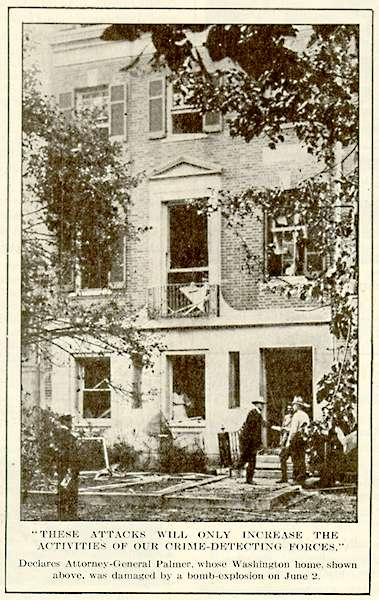
1919년 무정부주의자들의 폭탄 테러 후 팔머 법무장관의 집; 팔머는 다치지 않았으나 그의 가정부는 다쳤다.

1918~19년 제1차 적색공포 기간 동안, 저명한 정부 관리와 기업인을 겨냥한 1919년 미국 무정부주의자 폭탄 테러에 대한 대응으로, 미국 법무장관 A. 미첼 팔머는 당시 법무부 적국 외국인 등록국의 수장이었던 J. 에드거 후버의 지지를 받아, 1918년 선동법에 따라 미국 내 수백 명의 외국 태생의 알려진 활동가 및 의심되는 활동가를 기소했다. 이 법은 간첩법의 적용 범위를 더 넓은 범위의 범죄로 확장했다. 유죄 판결을 받은 후, 엠마 골드만과 알렉산더 버크먼을 포함한 사람들은 언론이 "소련 방주"라고 불렀던 배를 타고 소련으로 추방되었다.
투옥된 많은 사람들은 미국의 헌법상 표현의 자유 권리에 근거하여 유죄 판결에 항소했다. 대법원은 이에 동의하지 않았다. 표현의 자유에 대한 간첩법의 제한은 셴크 대 미국 사건 (1919)에서 합헌으로 판결되었다. 반전 사회주의자 셴크는 징집 대상자들에게 반징집 팸플릿을 보냈다는 이유로 이 법 위반으로 유죄 판결을 받았다. 올리버 웬들 홈스 대법관은 1919년 셴크의 유죄 판결을 지지하는 대법원 다수 의견에 동참했지만, 이러한 경우의 처벌은 문제가 되는 정부 행동에 대한 "명백하고 현존하는 위험"을 구성하는 정치적 표현에 한정되어야 한다는 이론을 도입하기도 했다. 홈스 대법관의 의견은 "사람이 붐비는 극장에서 거짓으로 불이야라고 소리치는" 것과 같은 발언은 수정헌법 제1조에 의해 보호되지 않는다는 개념의 기원이다.
홈스 대법관은 표현의 자유 옹호자들의 비판 때문에 자신의 결정에 의심을 품기 시작했다. 그는 또한 하버드 로스쿨 교수 제카리아 채피를 만나 셴크에 대한 비판을 논의했다.
1919년 후반, 에이브럼스 대 미국 사건에서 대법원은 러시아 혁명 이후 러시아에 대한 미국의 개입에 반대하는 전단을 배포한 남자의 유죄 판결을 지지했다. 불량 경향의 개념이 언론 제한을 정당화하는 데 사용되었다. 피고인은 추방되었다. 홈스 대법관과 브랜다이스 대법관은 반대 의견을 냈으며, 전자는 "아무도 알려지지 않은 사람이 어리석은 전단을 몰래 발행하는 것만으로는 정부 군의 성공을 방해하거나 그렇게 할 가능성이 거의 없다는 즉각적인 위험을 초래할 것이라고 생각할 수 없다"고 주장했다.
1919년 3월, 윌슨 대통령은 토머스 와트 그레고리 법무장관의 제안에 따라 간첩법이나 선동법으로 유죄 판결을 받은 약 200명의 수감자들을 사면하거나 감형했다. 1921년 초까지 적색 공포는 사그라들었고, 팔머는 정부를 떠났으며, 간첩법은 상대적으로 사용되지 않게 되었다.

### 제2차 세계 대전
제2차 세계 대전 중에는 제1차 세계 대전 때보다 이 법에 따른 기소가 훨씬 적었다. 그럴 가능성이 높은 이유는 루스벨트가 윌슨보다 반대에 더 관대해서가 아니라, 진주만 공격 이후 지속적인 반대가 없었기 때문에 법에 따른 기소 대상이 훨씬 적었기 때문이다. 프랭크 머피 연방 대법관은 1944년 하첼 대 미국 사건에서 다음과 같이 언급했다: "현재 전쟁 과정에서 우리는 1917년 간첩법에 따른 기소를 처음으로 맞이한다." 1차 세계 대전 참전 용사였던 하첼은 반전 팸플릿을 단체와 기업 그룹에 배포했다. 법원 다수 의견은 그의 자료가 "우리 군사 동맹국 중 하나에 대한 사악하고 비합리적인 공격, 거짓되고 불길한 인종 이론에 대한 노골적인 호소, 그리고 대통령에 대한 심각한 명예훼손"을 포함하고 있지만, 법에 명시된 반란이나 다른 특정 행동을 촉구하지 않았으며, 그가 공공 여론 형성자를 표적으로 삼았지, 군인이나 잠재적 군사 징집 대상자를 표적으로 삼지 않았다고 판단했다. 법원은 5대 4 결정으로 그의 유죄 판결을 뒤집었다. 반대 의견을 낸 4명의 판사는 "배심원의 역사적 기능에 개입"하는 것을 거부하고 유죄 판결을 지지했을 것이다. 고린 대 미국 사건 (1941년 초)에서 대법원은 이 법과 관련된 많은 헌법적 문제에 대해 판결했다.
이 법은 1942년 찰스 코글린 신부의 주간지 사회 정의에 대한 우편 발송 허가를 거부하는 데 사용되어 구독자에게 배포되는 것을 사실상 중단시켰다. 이는 프랜시스 비들 법무장관이 자신이 "해로운 출판물"이라고 불렀던 것을 폐쇄하려는 시도의 일환이었다. 코글린은 맹렬한 반유대주의적 글 때문에 비판받았다.  나중에 비들은 사회주의 노동자당이 발행하는 더 밀리턴트와 미들턴, 아이다호주의 반뉴딜 및 반전 주간지 보이즈 밸리 헤럴드 모두에게 우편 발송 허가를 거부하는 데 이 법의 사용을 지지했다. 이 신문은 또한 아프리카계 미국인에 대한 전시 인종 차별과 일본인 억류를 비판했다.
같은 해, 시카고 트리뷴의 스탠리 존스턴이 쓴 6월 1면 기사 "해군은 일본의 해상 공격 계획을 알고 있었다"는 미국이 미드웨이 해전 이전에 일본의 암호를 해독했음을 암시했다. 존스턴은 기사를 제출하기 전에 편집장 로이 "팻" 말로니와 워싱턴 지국장 아서 시어스 헤닝에게 내용이 전시 관행 코드에 위배되는지 물었다. 그들은 적 함정의 적대 수역 내 이동 보고에 대해서는 아무 언급이 없었으므로 코드에 부합한다고 결론 내렸다.
이 기사로 인해 일본은 암호책과 호출 부호 시스템을 변경했다. 신문 발행인들은 기소 가능성 때문에 대배심에 회부되었지만, 정부가 발행인들을 기소하는 데 필요한 고도로 비밀스러운 정보를 배심원에게 공개하기를 꺼려 절차가 중단되었다. 또한 해군은 이 기사가 "미드웨이 해전에 관한 기밀 정보"를 폭로했다는 약속된 증거를 제공하지 못했다. 비들 법무장관은 몇 년 후 사건의 최종 결과가 자신을 "바보처럼 느끼게" 만들었다고 고백했다.
1945년, 극동 문제 전문지 아메라시아 잡지의 동료 6명이 전략사무국 보고서와 유사한 기사를 발행한 후 의심을 받았다. 정부는 그들에게 간첩법을 적용할 것을 제안했다. 그러나 나중에 접근 방식을 완화하여 혐의를 정부 재산 횡령(현재 18 U.S.C. § 641)으로 변경했다. 대배심은 동료 3명에게 무죄를 선고했고, 동료 2명은 소액의 벌금을 냈으며, 6번째 남성에 대한 혐의는 기각되었다. 조지프 매카시 상원 의원은 피고인들을 강력하게 기소하지 못한 것이 공산주의 음모 때문이라고 말했다. 클레어와 라도시에 따르면, 이 사건은 그의 나중 악명을 높이는 데 도움이 되었다.

### 20세기 중반 소련 스파이
해군 직원 하피스 살리치(Hafis Salich)는 1930년대 후반 소련 요원 미하일 고린(Mihail Gorin)에게 일본 활동에 관한 정보를 팔았다. 고린 대 미국 사건 (1941)은 "모호성" 혐의에 대한 논의로 인해 많은 나중 간첩 사건에서 인용되었는데, 이는 "국방" 정보 구성 요소와 같이 법의 특정 부분에 사용된 용어에 대한 반론이었다.
1940년대 후반, 몇몇 사건들은 정부가 소련 간첩 행위에 대한 조사를 강화하도록 촉발했다. 여기에는 베노나 프로젝트 해독, 엘리자베스 벤틀리 사건, 원자력 스파이 사건, 최초의 번개 소련 핵실험 등이 포함되었다. 많은 용의자들이 감시되었지만, 기소되지는 않았다. 이러한 조사들은 FBI 실버마스터 파일에서 볼 수 있듯이 중단되었다. 이 법에 따른 성공적인 기소 및 유죄 판결도 많이 있었다.
1950년 8월, 로젠버그 부부는 소련에 핵 비법을 넘긴 혐의와 관련하여 제50편 32a조 및 34조에 따라 기소되었다. 아나톨리 야츠코프 또한 기소되었다. 1951년, 모턴 소벨과 데이비드 그린글래스가 기소되었다. 1951년 논란이 많은 재판 끝에 로젠버그 부부는 사형을 선고받았다. 그들은 1953년에 처형되었다. 1950년대 후반, 소블 스파이 조직의 여러 구성원들, 즉 로버트 소블렌과 잭 소블 및 마이라 소블이 간첩 혐의로 기소되었다. 1960년대 중반, 이 법은 베를린에서 미 육군에서 일하면서 소련에 정보를 판 제임스 민트켄보와 로버트 리 존슨에게 사용되었다.

### 1948년 법전 개정
1948년, 미국 법전의 일부가 재편성되었다. 제50편(전쟁 및 국방)의 대부분이 제18편(범죄 및 형사 절차)으로 옮겨졌다. 따라서 제50편 제4장, 간첩(31-39조)이 제18편 794조 이하가 되었다. 그 결과, 로젠버그 부부 사건과 같은 특정 오래된 사건은 현재 제50편에 등재되어 있으며, 새로운 사건은 종종 제18편에 등재되어 있다.

### 1950년 매캐런 국내안보법
1950년, 매카시즘 시대에 의회는 해리 S. 트루먼 대통령의 거부권에도 불구하고 매캐런 국내안보법을 통과시켰다. 이 법은 간첩법을 포함한 많은 법률을 수정했다. 추가된 조항 중 하나는 틀:USCSub2와 거의 정확히 동일한 문구를 가진 틀:USCSub2였다. 에드거와 슈미트에 따르면, 추가된 조항은 해를 끼치거나 돕는 "의도" 요건을 잠재적으로 제거한다. 이는 심지어 전직 정부 관리들이 회고록을 쓰는 경우에도 의도와 상관없이 정보의 "단순 보유"를 범죄로 만들 수 있다. 그들은 또한 매캐런이 이 부분이 앨저 히스 사건과 "호박 문서"에 직접적으로 대응하기 위한 것이었다고 말한 것을 언급한다.

### 사법 심사, 1960년대 및 1970년대

#### 브랜든버그
이 시대의 법원 결정은 간첩법의 일부 조항을 집행하는 기준을 변경했다. 이 사건은 이 법에 따른 혐의와 관련된 것은 아니지만, 브랜든버그 대 오하이오 사건(1969)은 셴크 사건에서 유래한 "명백하고 현존하는 위험" 테스트를 "임박한 불법 행위" 테스트로 변경했는데, 이는 발언의 선동적 성격에 대한 훨씬 더 엄격한 테스트이다.

#### 펜타곤 문서
1971년 6월, 대니얼 엘즈버그와 앤서니 루소는 분류된 문서인 펜타곤 문서를 출판할 법적 권한이 없다는 이유로 1917년 간첩법에 따라 중범죄로 기소되었다. 대법원은 뉴욕 타임즈 대 미국 사건에서 정부가 언론의 사전 통제에 대한 성공적인 주장을 하지 못했지만, 다수의 대법관은 정부가 여전히 문서를 출판함으로써 간첩법을 위반한 타임즈와 포스트를 기소할 수 있다고 판결했다. 엘즈버그와 루소는 간첩법 위반 혐의에 대해 무죄를 선고받지 않았다. 그들은 정부 사건의 불규칙성에 기반한 오심으로 인해 석방되었다.
분열된 대법원은 언론을 제한하라는 정부의 요청을 거부했다. 판사들은 정부가 출판자가 출판된 자료가 "미국에 해를 끼치거나 외국에 이익이 될 수 있다"고 "믿을 만한 이유"를 입증하는 데 있어 "막대한 입증 책임"을 지는 것에 대해 언론의 수정헌법 제1조 주장에 다양한 정도의 지지를 표명했다.
이 사건은 해럴드 에드거와 베노 C. 슈미트 주니어가 1973년 컬럼비아 로 리뷰에 간첩법에 관한 기사를 쓰도록 유도했다. 그들의 기사 제목은 "간첩 법규 및 국방 정보 출판"이었다. 본질적으로 그들은 이 법이 제대로 작성되지 않았고 모호하며, 일부는 아마도 위헌이라고 판단했다. 그들의 기사는 책과 미래의 간첩 사건에 대한 법정 논쟁에서 널리 인용되었다.
1978년의 미국 대 데데이안 사건은 틀:USCSub2 (데데이안이 정보가 공개되었음을 "보고하지 못했다")에 따른 첫 기소였다. 법원은 판례로 고린 대 미국 사건 (1941)에 의존했다. 판결은 법의 모호성과 정보가 "국방 관련" 정보인지 여부를 포함한 여러 헌법적 질문을 다루었다. 피고인은 3년형을 선고받았다.
1979-80년에 Truong Dinh Hung (일명 데이비드 트루옹)과 로널드 험프리는 793(a), (c), (e) 및 기타 여러 법률 위반으로 유죄 판결을 받았다. 판결은 간첩법, "모호성", 기밀정보와 "국방 정보"의 차이, 도청 및 미국 수정 헌법 제4조와 관련된 여러 헌법적 질문을 논의했다. 또한 793(e)에 따른 유죄 판결에도 악의(scienter)가 요구된다는 개념에 대해서도 언급했다; "정직한 실수"는 위반이 아니라고 했다.

### 1980년대
동독의 과학자 알프레드 제헤는 1983년 멕시코와 동독에서 미국의 기밀 문서를 검토하는 정부 주도 함정 수사에 걸려 보스턴에서 체포되었다. 그의 변호인들은 간첩법이 미국 외 지역에서 외국인의 활동을 다루지 않는다고 주장하며 기소 무효를 주장했지만 성공하지 못했다. 제헤는 유죄를 인정하고 8년형을 선고받았다. 그는 1985년 6월 미국이 억류하고 있던 동유럽인 4명과 폴란드와 동독에서 억류하고 있던 미국인이 아닌 25명을 교환하는 과정에서 석방되었다.
제헤의 변호인 중 한 명은 자신의 의뢰인이 "비밀 유지를 위한 숭배에 대한 헌신 외에는 비밀로 유지할 이유가 없는 문서를 과도하게 분류함으로써 '국가 안보 국가'의 영속화"의 일환으로 기소되었다고 주장했다.
언론은 1985년을 "스파이의 해"라고 불렀다. 미 해군 민간인 조나단 폴라드는 이스라엘에 기밀 정보를 팔아 18 U.S.C. § 794(c)를 위반한 혐의로 기소되었다. 그의 1986년 플리 바겐은 캐스퍼 와인버거의 진술을 포함한 '피해자 영향 진술' 이후 종신형을 면치 못했다. CIA의 래리 우-타이 친도 중국에 정보를 팔아 18 U.S.C. § 794(c)를 위반한 혐의로 기소되었다. 로널드 펠턴은 소련에 정보를 팔고 아이비 벨스 작전을 방해한 혐의로 18 U.S.C. § 794(a), 틀:USCSub2, & 틀:USCSub2를 위반한 혐의로 기소되었다. 에드워드 리 하워드는 전 평화봉사단이자 전 CIA 요원으로 소련과 거래한 혐의로 17 U.S.C. § 794(c)에 따라 기소되었다. FBI 웹사이트는 1980년대를 "스파이의 10년"이라고 부르며 수십 건의 체포가 있었다고 한다.
시모어 허시는 폴라드의 석방에 반대하는 "반역자"라는 기사를 썼다.

#### 모리슨
새뮤얼 로링 모리슨은 영국 군사 및 국방 출판사인 제인스에서 부업으로 일하던 정부 보안 분석가였다. 그는 1984년 10월 1일에 체포되었는데, 수사관들은 적대적인 정보기관에 정보를 제공하려는 의도를 입증하지 못했다. 모리슨은 수사관들에게 자신이 위성 사진을 제인스에 보낸 것은 "대중이 반대편에서 무슨 일이 일어나고 있는지 알아야 한다"고 생각했기 때문이라고 말했다. 이는 소련의 새로운 핵추진 항공모함이 소련의 군사 능력을 변화시킬 것이라는 의미였다. 그는 "미국 국민이 소련이 무엇을 하고 있는지 알면 국방 예산을 늘릴 것"이라고 말했다. 영국 정보 소식통은 그의 동기가 애국적이었다고 생각했다. 미국 검찰은 그의 경제적 이득과 정부 일자리에 대한 불만을 강조했다.
모리슨의 기소는 이 법을 언론에 대한 정보 공개에 적용하기 위한 "시험 사례"로서 정보 유출에 대한 광범위한 캠페인에 사용되었다. 1984년 3월 정부 보고서에 따르면 "기밀 정보의 무단 출판은 미국에서 일상적인 일"이지만, 이러한 공개에 대한 간첩법의 적용 가능성은 "완전히 명확하지 않다"고 명시되어 있었다. 타임지는 행정부가 모리슨을 유죄 판결하지 못할 경우 추가 입법을 모색할 것이며, 현재 진행 중인 갈등에 대해 "정부는 군사 기밀을 보호해야 하고, 대중은 국방 정책을 판단할 정보를 필요로 하며, 둘 사이의 경계선은 그리기 지극히 어렵다"고 묘사했다.
1985년 10월 17일, 모리슨은 연방 법원에서 간첩 혐의 두 건과 정부 재산 절도 혐의 두 건으로 유죄 판결을 받았다. 그는 1985년 12월 4일 2년형을 선고받았다. 대법원은 1988년 그의 항소를 기각했다. 모리슨은 당시 "언론에 기밀 정보를 제공한 혐의로 유죄 판결을 받은 유일한 [미국] 정부 관리"가 되었다. 대니얼 패트릭 모이니핸 상원의원의 1998년 모리슨 사면 요청에 따라 빌 클린턴 대통령은 재임 마지막 날인 2001년 1월 20일 그를 사면했지만, CIA는 사면에 반대했다.
모리슨에 대한 성공적인 기소는 유출된 정보의 출판에 대해 경고하는 데 사용되었다. 1986년 5월, 윌리엄 J. 케이시 CIA 국장은 특정 법률 위반을 언급하지 않고 워싱턴 포스트, 워싱턴 타임즈, 뉴욕 타임즈, 타임, 뉴스위크 등 5개 뉴스 기관을 기소하겠다고 위협했다.

### 20세기 후반 소련 스파이
TRW의 크리스토퍼 존 보이스와 그의 공범 앤드루 돌턴 리는 1970년대에 소련에 정보를 팔아 감옥에 갔다. 그들의 활동은 영화 위험한 장난의 소재가 되었다.
1980년대에 워커 스파이 조직의 여러 구성원들이 소련을 위한 간첩 행위로 기소되어 유죄 판결을 받았다.
1980년, 데이비드 헨리 바넷은 이 법에 따라 유죄 판결을 받은 최초의 현직 CIA 요원이었다.
1994년, CIA 요원 올드리치 에임스는 소련을 위한 간첩 행위로 18 U.S.C. § 794(c)에 따라 유죄 판결을 받았다. 에임스는 소련의 여러 미국 정보원 신원을 KGB에 폭로했고, 그들은 처형되었다.
FBI 요원 얼 에드윈 피츠는 1996년 소련과 나중에 러시아 연방을 위한 간첩 행위로 18 U.S.C. § 794(a) 및 18 U.S.C. § 794(c)에 따라 체포되었다.
1997년, CIA 고위 관계자 해럴드 제임스 니콜슨은 러시아를 위한 간첩 행위로 유죄 판결을 받았다.
1998년, NSA 계약직 직원인 데이비드 셸든 분은 1988년부터 1991년경까지 소련에 600페이지짜리 기술 매뉴얼을 넘겨준 혐의로 기소되었다(18 U.S.C. § 794(a)).
2000년, FBI 요원 로버트 한센은 1980년대에 소련을 위해, 1990년대에 러시아를 위해 간첩 행위를 한 혐의로 이 법에 따라 유죄 판결을 받았다.

### 1990년대 비판
1990년대에 대니얼 패트릭 모이니핸 상원 의원은 간첩법으로 인해 가능해진 "비밀 문화"를 한탄하며, 관료주의가 "비밀"로 간주되는 것의 범위를 넓혀 권한을 확대하려는 경향이 있다고 지적했다.
1990년대 후반, 로스앨러모스 국립연구소(LANL)의 웬호 리는 이 법에 따라 기소되었다. 그와 다른 국가 안보 전문가들은 나중에 그가 W88 핵탄두에 대한 정보가 중국으로 이전되었는지 여부를 결정하려는 정부의 노력에서 "희생양"이었다고 말했다. 리는 시스템 충돌 시를 대비하여 핵무기 시뮬레이션 코드의 백업 사본을 LANL에 만들었다. 이 코드는 PARD로 분류되어 있었는데, 이는 민감하지만 기밀은 아니라는 의미였다. 그는 플리 바겐의 일환으로 간첩법에 따라 한 건의 혐의에 대해 유죄를 인정했다. 판사는 정부를 믿었던 것에 대해 그에게 사과했다. 리는 나중에 정부와 여러 신문이 그를 부당하게 대우한 것에 대해 소송을 제기하여 백만 달러 이상을 받았다.

### 21세기
2001년, 미국 육군 예비역 대령 조지 트로피모프는 1970년대부터 1990년대까지 소련을 위한 간첩 행위를 한 혐의로 유죄 판결을 받았는데, 이는 이 법에 따라 기소된 미군 장교 중 가장 고위직이었다.
케네스 웨인 포드 주니어는 2004년경 NSA에서 퇴직한 후 집에 문서를 보관한 혐의로 18 U.S.C. § 793(e)에 따라 기소되었다. 그는 2006년 징역 6년을 선고받았다.
2005년, 국방부 이란 전문가 로렌스 프랭클린과 AIPAC 로비스트 스티브 로젠 및 키스 와이즈먼은 이 법에 따라 기소되었다. 프랭클린은 로비스트와 이스라엘 정부 관리에게 국가 방위 정보를 공개하려는 공모 혐의에 대해 유죄를 인정했다. 프랭클린은 12년 이상의 징역형을 선고받았으나, 나중에 10개월의 자택 연금으로 감형되었다.
오바마와 트럼프 1기 행정부 하에서, 최소 8건의 간첩법 기소는 전통적인 간첩 행위와 관련이 없었으며, 정보 보류 또는 언론인과의 소통과 관련이 있었다. 기밀 정보를 언론에 제공한 혐의로 정부 관리들을 상대로 한 총 11건의 간첩법 기소 중 7건은 오바마가 취임한 이후에 발생했다. 오바마는 2013년 기자 회견에서 "국가 안보와 관련된 유출은 사람들을 위험에 빠뜨릴 수 있다"며, "내가 전장에 보낸 군인들이 위험에 처할 수 있다. 총사령관으로서 그들의 임무를 위태롭게 하거나 그들을 죽게 만들 수 있는 정보에 대해 걱정하지 않는 것을 미국 국민이 기대하지 않을 것이라고 생각한다"고 말했다.
- 제프리 알렉산더 스털링 전 CIA 요원은 2011년 1월 2003년 뉴욕 타임스 기자 제임스 라이젠에게 국가 방위 정보를 무단 공개한 혐의로 이 법에 따라 기소되었다. 라이젠은 2006년 자신의 책 전쟁 상태에서 유출된 자료를 출판했는데, 이는 CIA의 이란과의 비밀 스파이 전쟁에 대한 세부 정보를 폭로했다. 라이젠은 법무부의 두 차례 소환장에도 불구하고 정보원을 밝히기를 거부했다. 기소장에 따르면 스털링의 동기는 CIA가 그의 회고록 출판을 허락하지 않고 기관에 대한 인종 차별 소송을 해결하지 않은 것에 대한 복수였다.[96]
- 토머스 앤드루스 드레이크 – 2010년 4월, NSA 관리였던 드레이크는 국가 방위 정보를 고의로 보유한 혐의로 18 U.S.C. § 793(e)에 따라 기소되었다. 이 사건은 NSA의 트레일블레이저 프로젝트를 포함한 여러 문제에 대해 내부고발하려는 시도의 일환으로 볼티모어 선의 시오반 고먼과 미국 하원 정보특별위원회의 다이앤 로아크와의 통신 조사에서 비롯되었다.[97][98][99][100][101][102] 드레이크의 기소를 고려하며, 탐사 저널리스트 제인 메이어는 "기자들이 무단 방위 문서를 종종 보유하기 때문에, 드레이크의 유죄 판결은 언론인들을 스파이로 기소할 수 있는 법적 선례를 확립할 것"이라고 썼다.[103]
- 샤마이 라이보비츠 – 2010년 5월, FBI 번역가였던 라이보비츠는 블로거와 정보를 공유했음을 인정하고 기밀 정보 공개 혐의(18 U.S.C. § 798(a)(3))에 대해 유죄를 인정했다. 플리 바겐의 일환으로 그는 20개월형을 선고받았다.[104][105]
- 스티븐 진우 김 – 2010년 8월, 미국 국무부 계약직 직원이었던 김은 핵 확산 전문가로, 2009년 6월 폭스 뉴스 채널 기자 제임스 로젠에게 북한의 핵실험 계획과 관련된 국가 방위 정보를 공개한 혐의(United States Code subsection|18|793|d})로 기소되었다.[106][107][108]

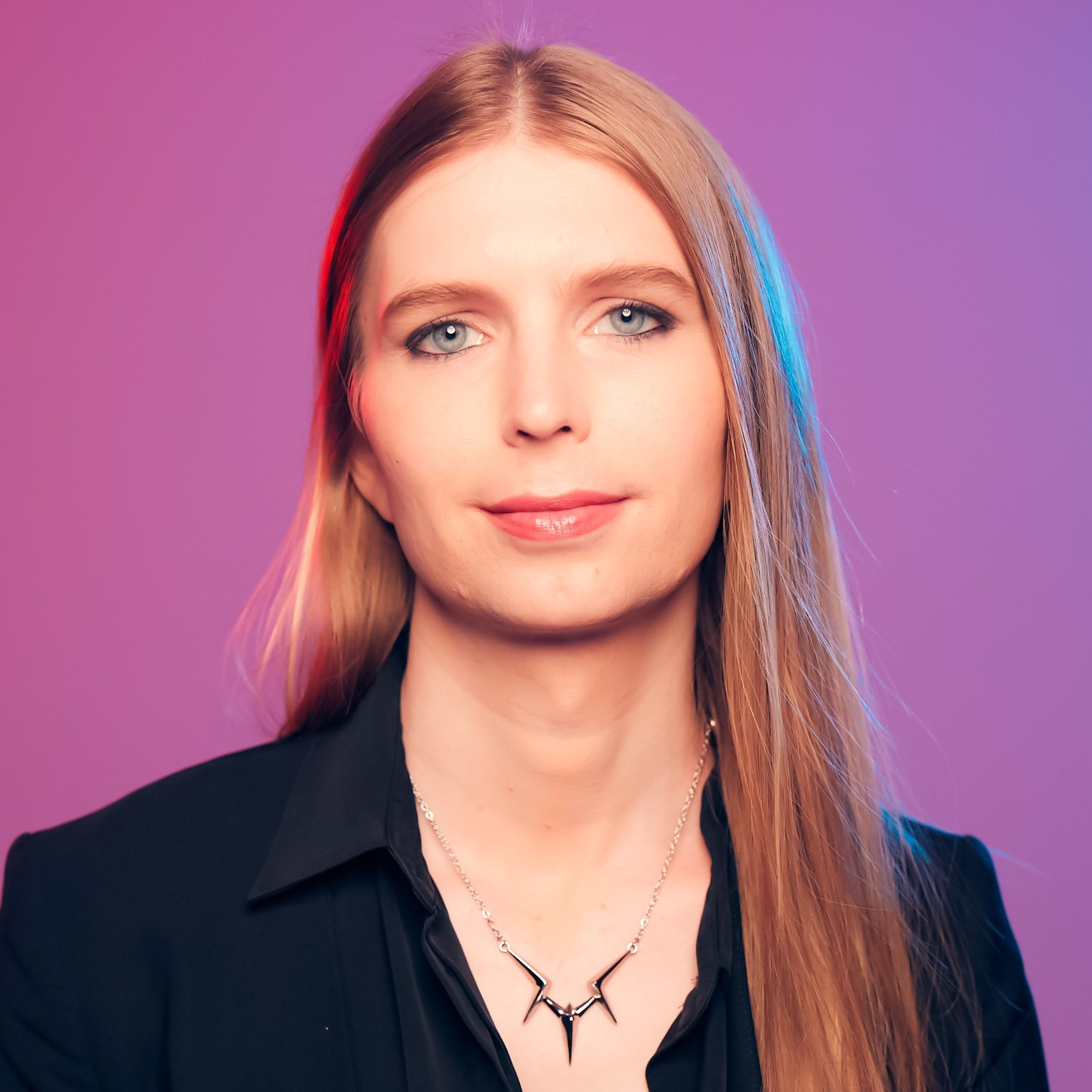
첼시 매닝, 2013년 7월 간첩법 위반 6개 혐의로 유죄 판결을 받은 미 육군 일병.

- 첼시 매닝 – 2010년, 미국 역사상 가장 큰 국가 기밀 유출 혐의를 받은 미국 육군 일병 매닝은 군사재판 통일법 제134조(간첩법 18 U.S.C. § 793(e)의 일부를 포함)에 따라 기소되었다. 당시 비판자들은 이 법의 광범위한 언어가 뉴스 기관과 위키리크스의 정보를 보고, 인쇄하거나 유포하는 모든 사람을 기소 대상으로 만들 수 있다고 우려했지만, 전직 검사들은 수정헌법 제1조 보호를 확장한 대법원 판례를 들어 이에 반박했다.[110] 2013년 7월 30일, 8주간의 판사 단독 군사재판 끝에 데니스 린드 대령 판사는 매닝에게 간첩법 위반 6개 혐의와 기타 위반 혐의로 유죄를 선고했다.[109] 그녀는 미국 군사교도소에서 35년형을 선고받았다.[111][112] 2017년 1월 17일, 오바마 대통령은 매닝의 형량을 2010년 5월 27일 체포 이후 약 7년의 구금으로 감형했다.[113][114]
- 존 키리아쿠 – 2012년 1월, 전 CIA 요원이자 나중에 미국 상원 외교위원회 민주당 직원이 된 키리아쿠는 위장 요원의 신원(특히 알카에다 보급 책임자 아부 주베이다의 워터보딩 심문에 연루된 요원)에 대한 정보를 언론인에게 유출한 혐의로 이 법에 따라 기소되었다.[115][116] 키리아쿠는 또한 2002년 파키스탄에서 주베이다를 체포하는 데 사용된 수사 기법을 공개한 혐의도 받고 있다.[117] 그는 2013년 1월 25일 30개월형을 선고받았고 2015년에 석방되었다.
- 에드워드 스노든 – 2013년 6월, 스노든은 NSA의 PRISM 감시 프로그램을 폭로하는 문서를 공개한 후 간첩법에 따라 기소되었다. 구체적으로 그는 "국가 방위 정보 무단 통신"과 "허가받지 않은 사람에게 기밀 정보 고의 통신" 혐의를 받았다.[118]
- 리얼리티 리 위너 – 2017년 6월, 위너는 간첩법에 따른 중범죄인 "국가 방위 정보 고의 보관 및 전송" 혐의로 체포 및 기소되었다.[119] 그녀의 체포는 6월 5일에 발표되었는데, 디 인터셉트가 익명으로 유출된 미국 국가안보국 (NSA) 기밀 문서를 바탕으로 러시아가 2016년 대통령 선거에 개입하려 했다는 기사를 발표한 후였다.[120][121] 2017년 6월 8일, 그녀는 무죄를 주장했지만 보석이 거부되었다.[119] 2018년 6월 21일, 위너는 법원에 유죄로 변경할 것을 요청했고,[122] 6월 26일에는 국가 방위 정보의 중범죄 전송 혐의에 대해 유죄를 인정했다.[123][124] 위너와 검찰의 플리 바겐은 그녀가 5년 3개월의 징역형을 복역하고 3년간의 보호 관찰을 받는 것을 포함했다.[125] 
 2018년 8월 23일, 조지아주 연방 법원에서 위너는 간첩법 위반 혐의로 합의된 형량을 선고받았다. 검찰은 그녀의 형량이 정부 정보를 언론에 무단 공개한 혐의로 연방 법원에서 부과된 가장 긴 형량이라고 말했다.[126]
- 해럴드 T. 마틴 — 전 NSA 계약직 직원은 2017년 20년간 기밀 문서를 훔쳐 집에 보관한 혐의로 징역 9년을 선고받았다.[127]
- 테리 J. 앨버리 – FBI의 17년 경력 베테랑으로, 1917년 간첩법에 따라 기소되었다. 2018년 유죄를 인정하고 징역 4년을 선고받았다. 그는 미니애폴리스 지부에서 유일한 흑인 요원으로서 목격한 체계적인 인종차별적, 외국인 혐오적 관행과 에티오피아 난민의 아들로서 무슬림 및 이민자 공동체 감시 임무를 맡게 된 것에 대해 대중에게 알리려는 동기로 움직였다고 진술했다.[128]
- 응히아 포 – NSA 직원은 야간 및 주말에 추가 작업을 하기 위해 기밀 문서를 집으로 가져갔다. 정보가 러시아 해커에게 도난당한 것으로 알려진 후, 그는 2018년 유죄를 인정하고 징역 5년 6개월을 선고받았다.[129][130]

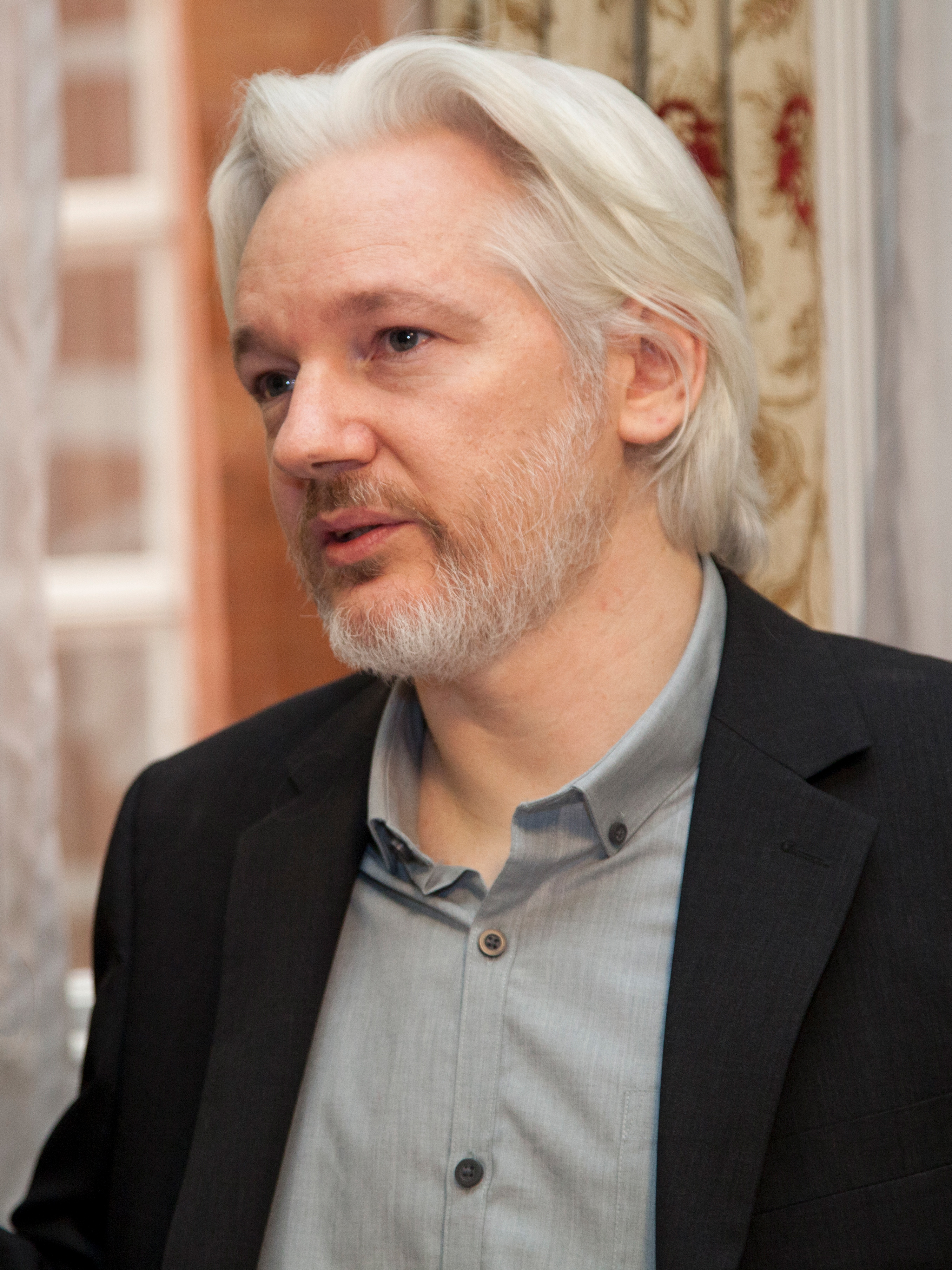
위키리크스 설립자 어산지는 영국 감옥 독방에서 풀려났고, 그를 미국 정부의 표적으로 만든 미국 문서를 출판한 지 14년 만인 2024년 6월 간첩법 위반 혐의로 유죄 판결을 받았다.

- 줄리언 어산지 – 2019년 5월 23일, 위키리크스 설립자 어산지는 기밀 정보를 요청하여 간첩법을 위반한 혐의로 기소되었다.[131] 그가 2010년 출판한 이라크 전쟁과 아프간 전쟁의 전쟁범죄 폭로는 미 육군 정보 분석가 첼시 매닝이 위키리크스에 유출한 것이었다. 이러한 폭로는 저명한 언론 기관인 뉴욕 타임스, 가디언, 슈피겔과의 협력을 통해 이루어졌는데, 이는 이러한 비밀을 밝히는 데 강력한 공익이 있었기 때문이다. 2024년 6월 24일, 어산지는 미 검찰에 의해 "미국의 국가 방위와 관련된 기밀 정보를 불법적으로 입수하고 유포하려는 공모" 혐의로 기소되었다. 어산지는 18 USC, 793(g)항 위반이라는 특정 혐의에 대해 유죄를 인정했고, 판사는 영국의 벨마시 교도소에서 5년간 독방 수감되었던 것을 고려하여 형기를 복역한 것으로 간주했다. 이 사건은 미국 수정헌법 제1조와 전 세계 언론의 자유에 중대한 영향을 미치는 것으로 묘사되었다. 어산지가 유죄를 인정한 이 간첩법 유죄 판결은 전 세계 언론인들에게 위협이 되는데, 이러한 종류의 정보를 출판하면 미국이 간첩법을 이용하여 전 세계 어느 영토든 침범하여 기소할 수 있기 때문이다. 어산지 자신은 미국 시민이 아닌 오스트레일리아 시민이다.[131] 2022년 중반 집권한 호주 노동당 정부의 지도자인 앤서니 앨버니지 호주 총리는 그를 앞선 보수 정부들의 어산지 사건에 대한 약 10년간의 공식적인 수동적인 태도를 바꿨다.[132] 어산지가 폭로한 미 육군의 아프가니스탄과 이라크 작전에 대한 미국의 비밀 문서에는 2007년 민간인을 대상으로 한 헬리콥터 공격 영상인 „담보 살인“이 포함되어 있었는데, 이 공격으로 로이터 기자 2명과 어린이 2명을 포함하여 12~18명 이상의 사람들이 사망하고 심각한 부상을 입었다.[133] 그가 2010년과 2011년에 폭로한 심각한 전쟁 범죄들은 처벌받지 않았다.[134]
- 대니얼 헤일 – 2019년, 미 공군 퇴역 군인이자 군사 계약직 직원인 헤일은 미국 군의 드론 프로그램에 대한 기밀 문서를 언론인에게 유출한 혐의로 간첩법에 따라 3개 혐의로 기소되었다. 기소장에는 언론인의 이름이 명시되지 않았지만, 디 인터셉트의 기자 제러미 스캐힐을 지칭하는 것으로 보이며, 그는 더티 워즈: 세상은 전쟁터다를 썼고 드론 문서를 출판했다.[135] 2021년 4월, 헤일은 간첩법에 따라 "국가 방위 정보"를 불법적으로 보유하고 전송한 혐의 한 건에 대해 유죄를 인정했다. 검찰은 남은 혐의에 대한 재판을 선고 후로 연기할 것을 요청했다.[136]
- 잭 테이셰이라 – 워싱턴 포스트에 따르면, 테이셰이라는 읽은 문서에서 파싱한 기밀 정보를 온라인 채팅 서비스 디스코드의 "Thug Shaker Central" 서버에 정기적으로 공유했다고 알려졌다.[137] 뉴욕 타임스에 따르면, 일부 채팅 회원들은 요약을 이해하는 데 어려움을 겪거나 진지하게 받아들이지 않았다.[138] 2022년 10월, 테이셰이라는 첫 번째 기밀 문서 세트를 서버에 게시한 것으로 알려졌다.
- 로버트 L. 버첨 – 2023년 6월 1일, 은퇴한 미 공군 중령 버첨은 기밀 문서를 불법적으로 소유하고 보관한 혐의로 간첩법에 따라 유죄 판결을 받았다. 그가 어떤 자료(총 300개가 넘는 문서, 그 중 두 개는 최고 기밀/SCI로 분류됨)도 무단 공개했다는 증거는 없었지만, 유죄를 인정했으며 플로리다주 탬파 연방 법원에서 3년형을 선고받았다.[139][140]
- 도널드 트럼프 – 2023년 6월 8일, 전 트럼프 대통령은 국가 방위 정보를 고의로 보관한 혐의 31건과 방해, 공모, 연방 조사 중 문서 은폐와 관련된 추가 6개 혐의로 기소되었다.[141] 그는 적어도 2022년 5월부터 조사를 받고 있었으며, 2022년 5월 11일 문서 반환을 위한 대배심 소환장이 발부되었다. 2022년 8월 8일, FBI는 그의 마러라고 자택을 수색하여 기밀 자료를 발견했다.[142][143] 이 기밀 자료에는 핵무기 관련 자료가 포함되어 있었다고 한다.[144] 법무부는 또한 트럼프가 모든 대통령 문서가 보존되어 국립 문서 기록 관리청에 제출되어야 한다는 대통령 기록법을 위반하여 자택에 공식 대통령 기록을 보관하고 있는 것에 대해 우려하게 되었다.[145]
- 2025년 미군 계획 유출 – 2025년 3월, 제프리 골드버그는 도널드 트럼프 대통령의 내각 구성원들이 그에게 미국의 예멘 공격에 대한 비밀 군사 계획을 폭로했다고 보도했다.[146][147] 국가안전보장회의 대변인은 골드버그의 보도를 확인했다.[146] 국가 안보 변호사들에 따르면, 왈츠는 그렇게 부주의하게 국방 계획을 수행함으로써 간첩법을 위반했을 수 있다.[148]

## 비판
일부에서는 간첩법을 국가 안보 유출자에 대해 사용하는 것에 비판적인 목소리를 냈다. 미국 PEN 센터의 2015년 연구에 따르면, 그들이 인터뷰한 비정부 대표자들(활동가, 변호사, 언론인, 내부고발자 포함)의 거의 대부분은 "공익적 요소를 포함하는 정보 유출 사건에서 간첩법이 부적절하게 사용되었다"고 생각했다. PEN은 다음과 같이 썼다: "전문가들은 이 법을 '너무 무딘 도구', '공격적이고 광범위하며 억압적', '위협의 도구', '표현의 자유를 위축시키는 것', '정보 유출자 및 내부고발자를 기소하기에 부적절한 수단'이라고 묘사했다."
펜타곤 문서 내부고발자 대니얼 엘즈버그는 "간첩법에 따른 현재의 내부고발자 기소 상황은 기밀 비행을 폭로한 미국인에게는 진정으로 공정한 재판을 받을 수 없게 한다"며, "법학자들은 미국 대법원(미국 대중에게 정보 유출에 간첩법을 적용하는 것의 합헌성을 아직 다룬 적이 없음)이 공익 방어가 없는 한 이 법의 사용이 지나치게 광범위하고 위헌이라고 판단해야 한다고 강력히 주장해 왔다"고 말했다. 아메리칸 대학교 워싱턴 칼리지 오브 로의 교수이자 국가 안보 법률 전문가인 스티븐 블레이드크는 이 법이 "정확하고 명확하게 정의된 언론 제한의 특징이 부족하다"고 말했다. 프레스 프리덤 재단의 전무 이사인 트레버 팀은 "기본적으로 내부고발자나 정보원이 재판에서 유죄가 아님을 보여주기 위해 제시하고 싶은 모든 정보는 배심원에게 들리지 않을 것이다. 이 법이 너무 광범위하게 작성되어 있기 때문에 그들이 어떤 경우에도 유죄 판결을 받을 것이 거의 확실하다"고 말했다. 간첩법에 따라 기소된 네 명의 내부고발자를 변호한 변호사 제셀린 라닥은 이 법이 "정부의 어휘에 '분류'라는 단어가 들어가기 35년 전"에 제정되었으며, "간첩법에 따라 스파이가 아닌 사람에 대한 기소는 공정하거나 정당할 수 없다"고 믿고 있다. 그녀는 간첩법에 대한 법적 방어를 마련하는 데 "100만 달러에서 300만 달러"가 들 것으로 추정된다고 덧붙였다. 2019년 5월, 피츠버그 포스트가제트 편집 위원회는 "이 법이 정부의 잘못과 범죄를 폭로하는 내부고발자를 처벌하는 도구가 되었다"며 공익적 방어를 허용하는 개정안을 주장하는 사설을 발표했다.
정의와 정확성을 위한 보도와의 인터뷰에서 언론인 칩 기븐스는 간첩법에 따른 혐의에 대해 "방어하는 것이 거의 불가능하다"고 말했다. 기븐스는 피고인들이 "내부고발자"라는 용어를 사용하거나 수정헌법 제1조를 언급하거나 문서의 과도한 분류 문제를 제기하거나 자신의 행동 이유를 설명하는 것이 허용되지 않는다고 말했다.

## 같이 보기
관련 법률
- 외국인 및 선동법 (18세기 후반)
- 1911년 국방비밀법 (전신)
- 베노나 프로젝트 소련 스파이 증거
- 행정명령 9835 (트루먼 대통령)
- 매캐런 국내안보법 (1950)
- 첩보원 신분 보호법
- 비구금법 (1971)
- 1996년 경제간첩법
- 모이니핸 정부 비밀 위원회

관련 인물
- 시모어 스테드먼
- 린 스튜어트
- 로즈 패스터 스토크스

내부고발자로 간주되며 법에 따라 기소된 인물
- 토머스 앤드루스 드레이크
- 대니얼 엘즈버그
- 스티븐 진우 김
- 존 키리아쿠
- 샤마이 라이보비츠
- 첼시 매닝
- 새뮤얼 로링 모리슨
- 에드워드 스노든
- 제프리 알렉산더 스털링
- 리얼리티 위너

## 더 읽어보기
- Beito, David T. (2023). 《The New Deal's War on the Bill of Rights: The Untold Story of FDR's Concentration Camps, Censorship, and Mass Surveillance》 Fir판. Oakland: Independent Institute. 4–7쪽. ISBN 978-1598133561.
- Chafee, Zechariah (1920). 《Freedom of speech》. New York : Harcourt, Brace and Howe.
- Kohn, Stephen M. American Political Prisoners: Prosecutions under the Espionage and Sedition Acts. Westport, CT: Praeger, 1994.
- Murphy, Paul L. World War I and the Origin of Civil Liberties in the United States. New York: W. W. 노턴 & 컴퍼니, 1979.
- Peterson, H.C., and 길버트 C. 피트. Opponents of War, 1917-1918. Madison: 위스콘신 대학교 출판부, 1957.
- Preston, William Jr. Aliens and Dissenters: Federal Suppression of Radicals, 1903-1933 2nd ed. Urbana: 일리노이 대학교 출판부, 1994.
- Rabban, David M. Free Speech in Its Forgotten Years. New York: 케임브리지 대학교 출판부, 1997.
- Scheiber, Harry N. The Wilson Administration and Civil Liberties 1917-1921. Ithaca: 코넬 대학교 출판부, 1960.
- Thomas, William H. Jr. Unsafe for Democracy: World War I and the U.S. Justice Department's Covert Campaign to Suppress Dissent. Madison: University of Wisconsin Press, 2008.